# المومياء (فلم 1999)
المومياء (بالإنجليزية: The mummy) هو فيلم مغامرات تاريخي أمريكي من تأليف وإخراج ستيفن سومارز وبطولة براندن فريزر، راشيل وايز، أرنولد فوسولو، جون هانا وكيفن ج. أوكونور. وهو إعادة إنتاج لفيلم عام 1932 بنفس الاسم الذي قام ببطولته حينذاك بوريس كارلوف.
بدأ تصوير الفيلم في مراكش في المغرب يوم 4 مايو، 1998 واستمر 17 أسبوعا، حيث كان على طاقم العمل تحمل الجفاف، العواصف الرملية والثعابين أثناء التصوير في الصحراء. افتتح الفيلم قي 7 مايو، 1999 وحقق 43 مليون دولار في 3210 دار عرض خلال أسبوع من عرضه في الولايات المتحدة وحدها، بينما حقق 416 مليون دولار على مستوى العالم، ولاقى مراجعات مختلطة من النقاد.
نجاح الفيلم في شباك التذاكر أدى إلى إنتاج جزء ثان مكمل له بعنوان عودة المومياء الذي صدر عام 2001، وظهر أيضا مسلسل كرتوني بعنوان المومياء أيضا مبني على أحداث الفيلم، وبعد سبع سنوات ظهر الجزء الثالث للفيلم بعنوان المومياء: قبر إمبراطور التنين في الأول من أغسطس، 2008.

## قصة الفيلم
في مصر، 1290 قبل الميلاد، الكاهن الأعلى إمحوتب يقع في غرام أنوكسنامون، عشيقة الفرعون سيتي الأول. وعندما يكتشف الفرعون ذلك، يقوم كل من إمحوتب وأنوكسنامون بقتله، فيهرب إمحوتب مع كهنته. عندما يدخل المدچاي وهم حراس الفرعون سيتي الغرفة، يجدون فقط أنوكسنامون مع جثة الفرعون الهامدة. عندها تقوم أنوكسنامون بقتل نفسها كي يقوم إمحوتب بإحيائها من جديد. بعد دفن أنوكسنامون، إمحوتب ينبش قبرها ويسرق جثتها عبر الصحراء إلى مدينة الأموات (هامونابترا). عندما تبدأ مراسيم طقوس إحياء أنوكسنامون، يتم القبض عليهم من قبل حراس الفرعون سيتي قبل الانتهاء من الطقوس، وتعود روح أنوكسنامون إلى العالم السفلي. يتم تحنيط كهنة إمحوتب أحياء، أما إمحوتب نفسه، فيتم معاقبته بلعنة هوم داي حيث يقطع لسانه ويدفن حيا مع جعارين فرعونية آكلة اللحم، وتم دفنه وإبقائه تحت مراقبة صارمة من قبل أجيال من المدچاي، لأنه إذا تم تحريره في أي وقت فإن القوة التي جعلته خالدا سوف تسمح له بإطلاق العنان لموجة من الدمار والموت على الأرض.
عام 1926، إيفيلين كرنهان (راشيل وايز)، أمينة مكتبة مهتمة بالتاريخ المصري الفرعوني في القاهرة، تعثر عند أخيها الأكبر جوناثان (جون هانا) على صندوق مربعي وخريطة قال جوناثان أنه وجدها في طيبة. بعد اكتشاف أن الخريطة تؤدي إلى مدينة هامونابترا الأسطورية، جوناثان يعترف بأنه قد سرقها من باحث أمريكي ومغامر يدعى ريك أوكونيل (بريندن فرايزر)، الذي يقبع في السجن منتظرا حكم الإعدام. يقوم كل من إيفيلين وجوناثان بزيارة ريك، ويخبرهم ريك بأنه يعرف مكان وجود المدينة لأنه كان ضمن الفيلق الأجنبي الفرنسي الذي وصل إلى المدينة الأسطورية قبل مهاجمتهم من قبل قبائل من البدو. ويتوصل ريك إلى اتفاق مع إيفيلين بأنه سيدلها على مكان مدينة هامونابترا لقاء حريته.
ريك يقود إيفيلين وجوناثان إلى المدينة، حيث يواجهون منافسة من قبل مجموعة من الأمريكيين الباحثين عن الكنوز، بيرنز، دانيالز وهندرسون بقيادة عالم المصريات البريطاني د. أللين تشامبرلين وبيني غابور، وهو جندي جبان سابق في الفيلق الأجنبي الفرنسي ورفيق سابق لريك. بعود الوصول إلى هامونابترا، تعرض كلا الفريقان للهجوم من قبل جماعات الميدجاي بقيادة محارب اسمه أردث باي، ويحذرهم أردث من الشر المدفون تحت المدينة. ولكنهم واصلوا التنقيب في أجزاء متفرقة من المدينة دون اكتراث بتحذيرات أردث. إيفيلين تقوم بالبحث عن كتاب آمون رع، وهو كتاب من الذهب الخالص يفترض أنه قادر على أخذ الحياة، ولكن بشكل غير متوقع تعثر على بقايا مومياء إمحوتب بدلا من ذلك. الفريق الأمريكي في الوقت نفسه يعثرون على صندوق يحتوي على كتاب الموتى مع جرار كانوبية لحفظ أعضاء أنوكسنامون. قبل فتح الصندوق تشامبرلين يقرأ الكتابة المنقوشة عليها والتي تقول أن كل من يقوم بفتح الصندوق سيتعرض للعنة تشويه جسده إذا ايقظ إمحوتب. تجاهل الرجال هذه التحذيرات، لكن بيني يرفض مساعدتهم ويهرب. فيتم بذالك إيقاظ مومياء إمحوتب، الذي يسترد قواه الشريرة شيئا فشيئا، فيبدأ الصراع من أجل البقاء.

## فريق التمثيل
| الممثل            | الدور                 |
| ----------------- | --------------------- |
| بريندن فرايزر     | ريتشارد "ريك" أوكونيل |
| رايتشل وايز       | إيفيلين "إيفي" كرنهان |
| جون هانا          | جوناثان كرنهان        |
| أرنولد فوسلو      | الكاهن الأكبر إمحوتب  |
| عودد فهر          | أردث بأي              |
| اميد جليلي        | جاد حسن               |
| كيفن ج. أوكونور   | بيني                  |
| جوناثان هايد      | د. أللين تشامبرلين    |
| توك واتكينز       | مستر. بيرنارد بيرنز   |
| ستيفن دونهام      | مستر. هيندرسون        |
| كوري جونسون       | مستر. دافيد دانيالز   |
| باتريسيا فيلاسكيز | عنخ إسن آمون          |
| إيريك أفاري       | دكتور تيرينس          |

التصوير:
مدينة ورزازات المغربية

## طالع كذلك
- 2001 : المومياء 2 : عودة المومياء
- 2008 : المومياء 3 : قبر إمبراطور التنين
- المومياء (فيلم 2017)

## وصلات خارجية
- مقالات تستعمل روابط فنية بلا صلة مع ويكي بيانات